# Stenotarsia ruteri
Stenotarsia ruteri är en skalbaggsart som beskrevs av Renaud Maurice Adrien Paulian 1991. Stenotarsia ruteri ingår i släktet Stenotarsia och familjen Cetoniidae. Utöver nominatformen finns också underarten S. r. gueyraudi.